# Renau (Tarragonès)
Renau ist eine katalanische Gemeinde mit 158 Einwohnern (Stand: 2024) in der Provinz Tarragona im Nordosten Spaniens. Sie liegt in der Comarca Tarragonès. 

## Geographische Lage
Renau liegt etwa elf Kilometer nordnordöstlich vom Stadtzentrum von Tarragona und knapp 80 Kilometer westsüdwestlich von Barcelona in einer Höhe von ca. 205 m.

## Bevölkerungsentwicklung
| Jahr      | 1970 | 1981 | 1991 | 2001 | 2011 | 2021 |
| Einwohner | 29   | 27   | 63   | 66   | 138  | 155  |

## Sehenswürdigkeiten
- Luzienkirche (Iglesia de Santa Lucia)
- Marienkapelle (Iglesia de Santa María)
- Wallfahrtskirche

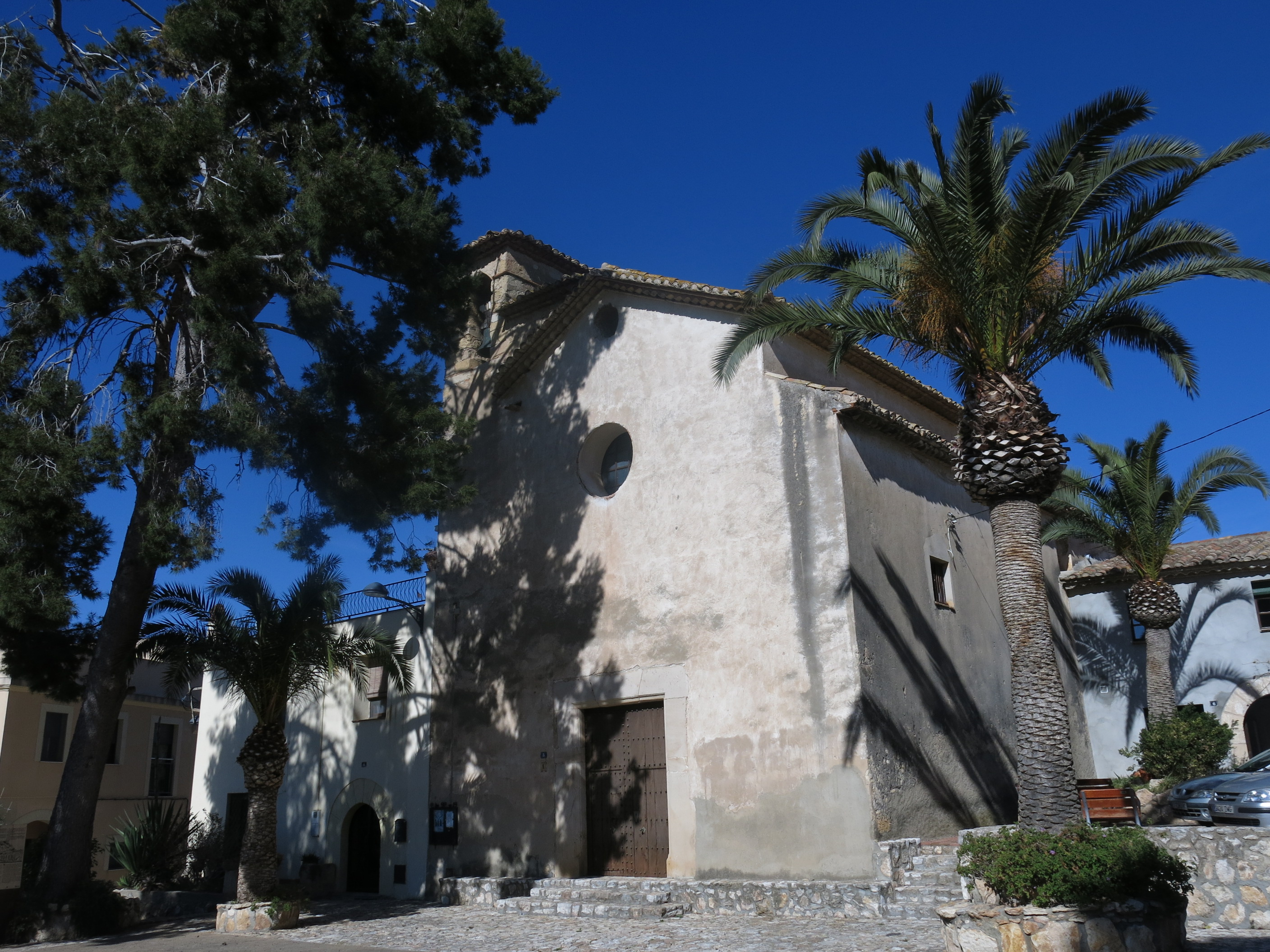
Luzienkirche
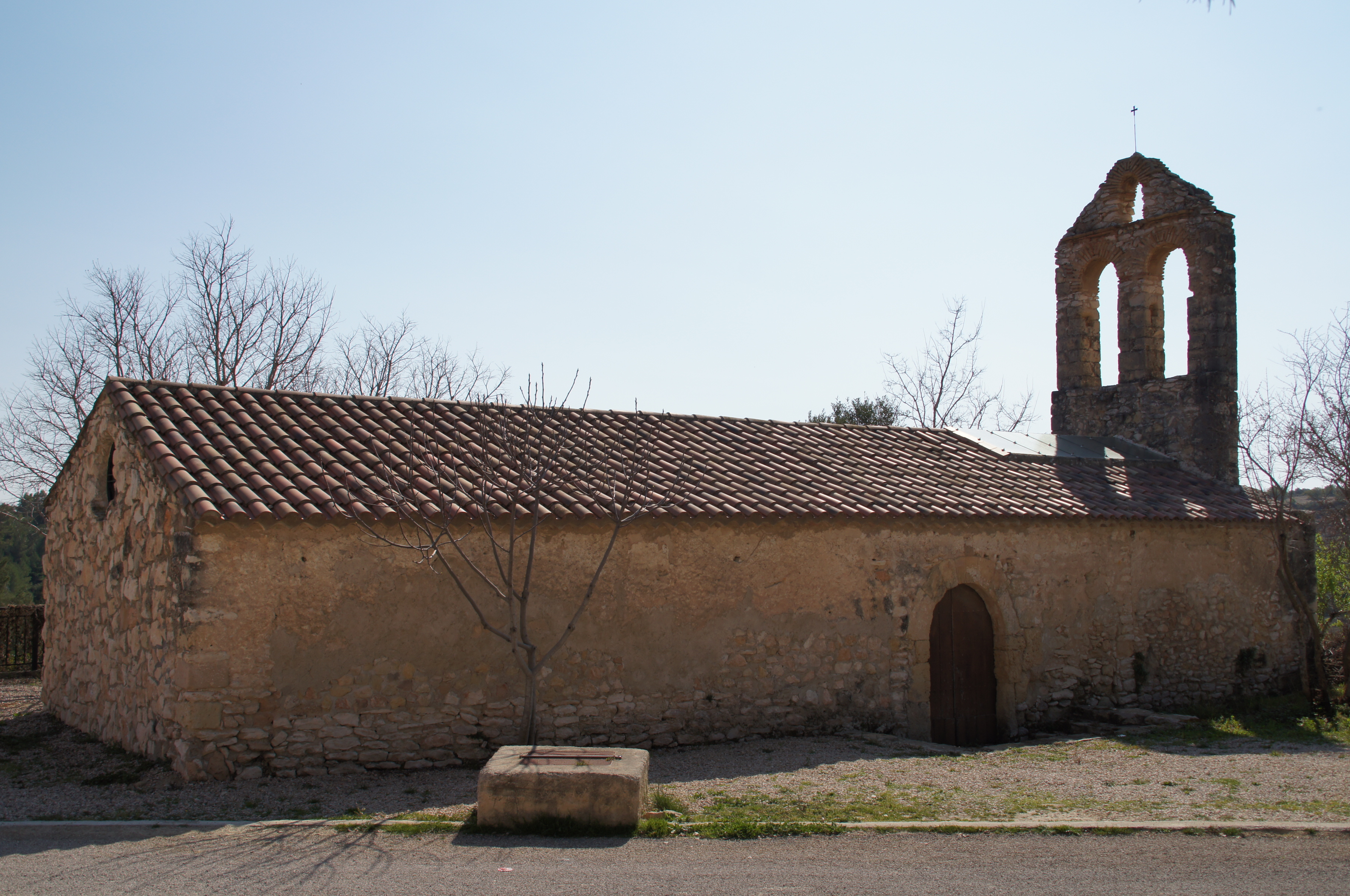
Marienkapelle
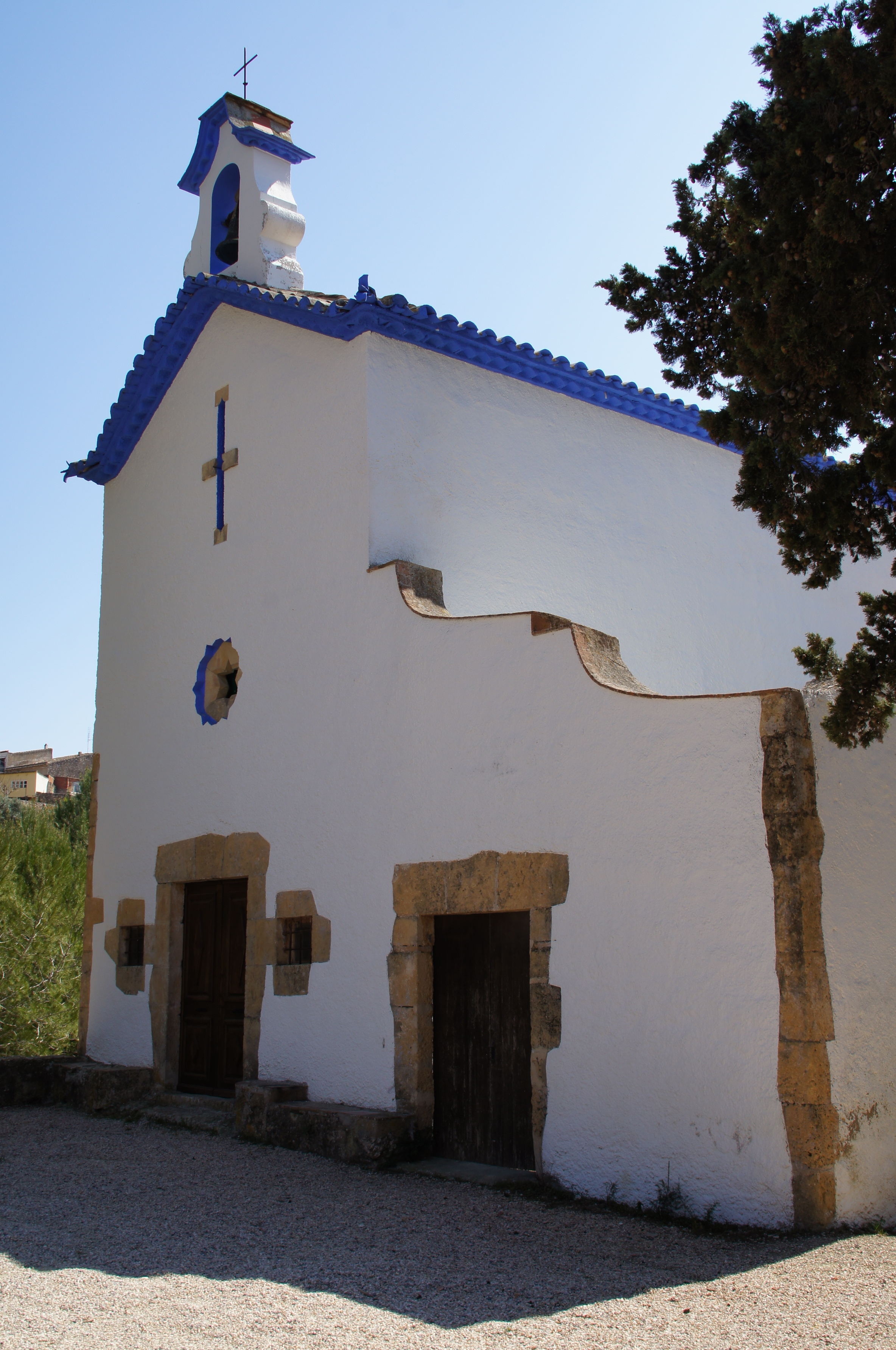
Wallfahrtskirche